# Conservatoire à rayonnement régional du Grand Avignon
 (août 2025).
Le Conservatoire à rayonnement régional du Grand Avignon, est un conservatoire agréé et contrôlé par l'État (direction générale de la Création artistique du ministère de la Culture) et la direction régionale des Affaires culturelles.
Il propose les spécialités de musique, danse et théâtre et est implanté sur plusieurs sites : à Avignon, au Pontet, à Morières-lès-Avignon et à Rochefort-du-Gard.

## Histoire
L'enseignement musical à Avignon est attesté depuis 1828 (solfège et chant à l'école municipale de musique). Il faut attendre 1856 pour voir la création d'une école municipale de musique instrumentale. L'établissement deviendra école nationale de musique en 1916, puis officiellement succursale du conservatoire national de Paris en 1948. Il est baptisé du nom d’Olivier Messiaen en 1984.
En 2008, le conservatoire obtient l’agrément ministériel le classant en conservatoire à rayonnement régional. Il dispose de près de 3 000 m2 dans l'ancien palais de justice d'Avignon, datant du XVIIIe siècle.
Le conservatoire du Grand Avignon, ses 145 professeurs et 51 agents administratifs et techniques, accueille pour l'année scolaire 2023-2024, 2500 élèves.

### Directeurs successifs
- Joseph Brun - premier directeur jusqu'en 1886
- Guy Lajoinie
- François-Robert Girolami -
- Jacques Jarmasson - 1992 à 2001
- Pierre Guiral - 2001 à 2008
- Michel Galvane - 2008 à 2010
- Patrick Pouget - 2010 à 2015
- Jérôme Chrétien - 2016 à 2024
- Mikaël Le Padan - depuis 2025

### Diplômes délivrés
Le conservatoire décerne un CEM (certificat d'études musicales), un CEC (chorégraphique) un CET (théâtral) et des Diplômes d'Études : DEM, DEC et un DET (diplôme d'études théâtrales).

### Enseignement

#### Le pôle danse
C'est en 1980 que l’école de danse, fondée en 1972 par Nicole Calise-Petracchi, est rattachée au conservatoire agréé par le ministère de la Culture. Situé rue Ferruce, ce site comporte une trentaine d'agents (professeurs, assistants, administratifs et surveillants) qui accueillent 400 élèves. 
Les cours d'éveil et de premier cycle sont donnés  sur les sites du Château de Fargues au Pontet, à l'Espace Culturel Folard à Morières-lès-Avignon et rue Ferruce à Avignon.
Il est possible d'intégrer les classes à horaires aménagés du primaire au au lycée. 
Les enseignements dispensés en plus de la danse classique sont la danse jazz et contemporaine. Les élèves suivent également des cours de Répertoire, de préparation à la scène, d'anatomie, une formation musicale adaptée à la danse, d' histoire de l'art et de diététique.

#### Le pôle théâtre
Le pôle théâtre est structuré en 3 cycles, dont un cycle d'orientation professionnelle dit cycle spécialisé débouchant sur le DET (diplôme d'études théâtrales).
Environ 80 élèves suivent l'enseignement dans ces 3 cycles et 120 en éveil et initiation sur le site du Pontet.

#### Le pôle musique
Dans le domaine musical, le conservatoire délivre un enseignement concernant les cordes (violon, alto, violoncelle, contrebasse), les bois (flûtes, hautbois, basson, saxophone, clarinette), les cuivres (cor, trompette, trombone, tuba) ainsi que les instruments polyphoniques (piano, accordéon, guitare, harpe, orgue, percussions), le chant, l’écriture et la composition musicale.
De même l’enseignement de la musique ancienne (clavecin et traverso), le jazz et les musiques actuelles font partie de l'offre pédagogique du conservatoire.

### Administration
Outre la participation de l’État, représenté par la Direction Régionale des Affaires culturelles, le conservatoire est financé par le Conseil Général de Vaucluse.
Il est placé sous l'autorité de la Communauté d'agglomération du Grand Avignon.

### Partenariats
Le conservatoire, en partenariat avec l’Éducation nationale, propose des cursus en classes à horaires aménagés en danse, musique et théâtre, du CE1 à la terminale.

## Liste des anciens élèves du conservatoire
- Yardani Torres Maiani, violoniste et compositeur espagnol.

## Spectacles

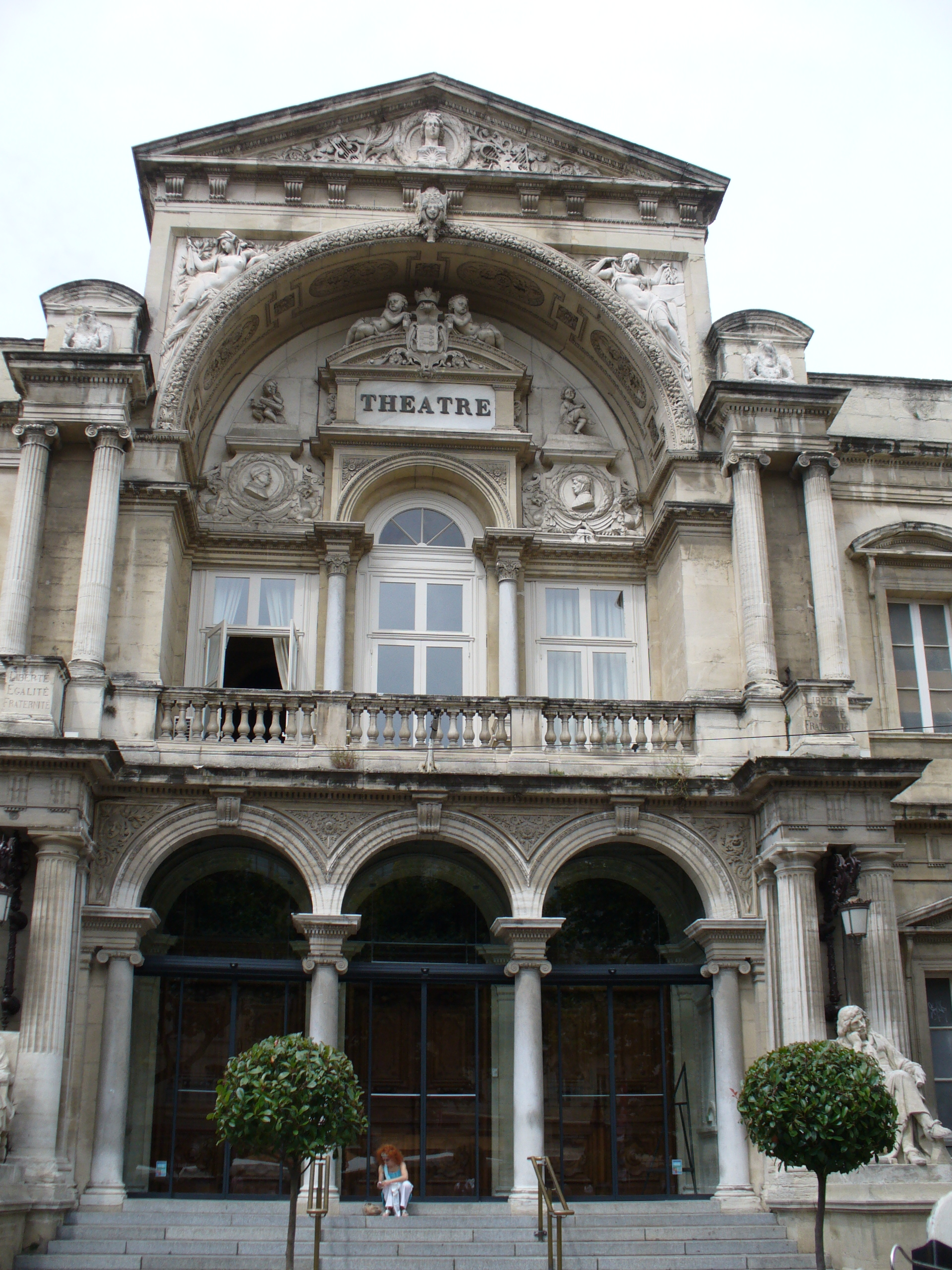
Façade de l'Opéra Grand Avignon

Des portes ouvertes, des spectacles et des concerts sont organisés pour présenter le travail des élèves et leur apprendre à se confronter au public. Des partenariats pédagogiques, avec l'opéra, l'orchestre National Avignon Provence, le Festival d'Avignon permettent aux élèves de se produire sur la scène de l'Opéra et dans les nombreux théâtres présents sur le territoire.